# TCM Autor
TCM Autor fue un canal de televisión por suscripción español propiedad de Turner, bajo la marca internacional Turner Classic Movies (TCM). El canal estaba dedicado al cine independiente europeo, asiático, americano, etc.
El 31 de agosto de 2013, TCM Autor desapareció como canal para fusionarse con  TCM y crear así TCM HD, un canal en alta definición con los contenidos de ambos TCM.

## Historia

### Como TCM Clásico
TCM Clásico nació el 1 de febrero de 2007 a partir de su canal hermano TCM, para separar los contenidos cinematográficos de TCM en dos. TCM Clásico emitiría el cine clásico desde los inicios del cine, hasta los años 70, dejando el cine más moderno, desde los 70 hasta la actualidad, para TCM.

### Como TCM Autor
TCM Autor nace el 1 de febrero de 2012 sustituyendo a TCM Clásico, el cual integró su programación dentro del canal principal TCM.
TCM Autor pretende dar cabida a un tipo de cine cada vez más demandado, con contenidos para un público más minoritario pero exigente. TCM Autor se dedicará a un tipo de cine más transgresor e independiente, emitiendo películas de cualquier época y series del mismo género.
El 5 de julio de 2013 Turner anunció la desaparición del canal para que se fusionase el 1 de septiembre de 2013 con TCM, creando así un nuevo canal: TCM HD, donde se emitiría el mejor cine de TCM y TCM Autor en Alta definición.

## Programación
TCM Autor emite principalmente cine independiente de origen europeo, asiático, americano, etc. Todo lo relacionado con el cine independiente está en TCM Autor.